# POWER5

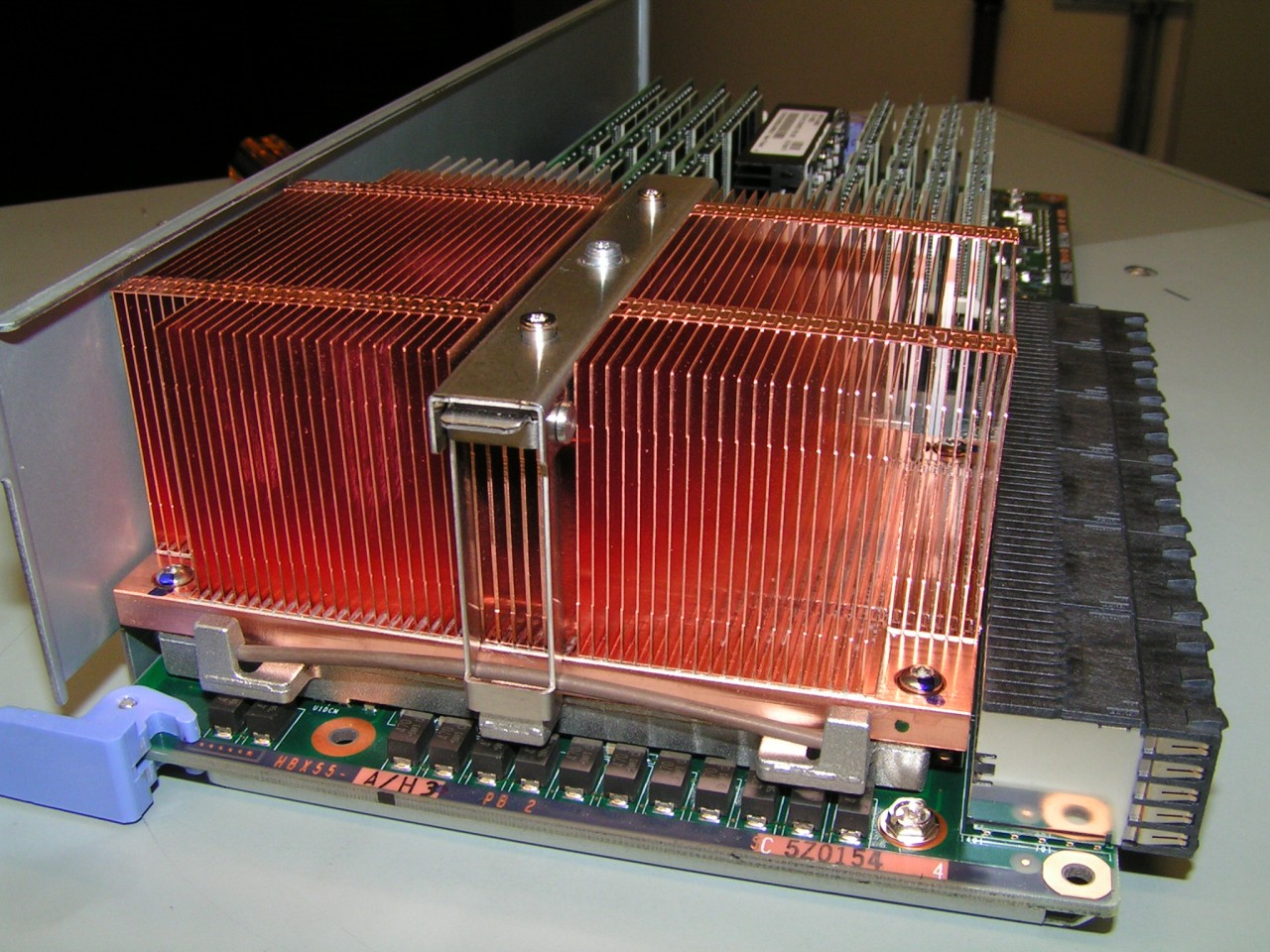
Modulo processore dell'IBM i5 system, contenente un POWER5+ DCM.

Il POWER5 è un microprocessore a 64 bit sviluppato da IBM. Il processore è l'evoluzione del POWER4. Le principali innovazioni sono state il supporto del Simultaneous multithreading (SMT) e il controller della memoria integrato nel processore. Ogni CPU gestisce due thread, il processore è un chip multi core con due CPU e quindi è in grado di gestire quattro thread contemporaneamente. Il POWER5 è incapsulato in un package DCM con un processore dual core o in un package Multi-Chip Module (MCM) con quattro processori dualcore per modulo. Il POWER5+ (presentato nel terzo quarto del 2005) in un package QCM è formato da due processori dualcore.